# Шоферистов, Евгений Петрович
Евгений Петрович Шоферистов (род. 25 сентября 1936, Любимовка, Запорожская область - умер 15 сентября 2021, Ялта, пгт. Никита) — советский, украинский и российский селекционер, доктор биологических наук (1995), профессор, заслуженный деятель науки и техники АР Крым (2012), главный научный сотрудник лаборатории южных плодовых культур Федерального государственного бюджетного учреждения науки «Ордена Трудового Красного Знамени Никитский ботанический сад — Национальный научный центр РАН».

## Биография
Родился 25 сентября 1936 года в селе Любимовка Михайловского района Запорожской области, русский, из семьи рабочего.
В 1969 году закончил плодоовощной факультет Крымского сельскохозяйственного института им. М. И. Калинина. Поступил и в 1980 году окончил аспирантуру в Никитском ботаническом саду, защитил кандидатскую диссертацию. В Никитском ботаническом саду проработал с 1956 по 2021 год. Последовательно трудился рабочим отдела южных плодовых культур, садовником, техником, старшим техником, старшим лаборантом, агрономом, и. о. младшего научного сотрудника, младшим научным сотрудником, старшим научным сотрудником, ведущим научным сотрудником, главным научным сотрудником. Повышал квалификацию на курсах по генетике и селекции возделываемых растений при МГУ им. М. В. Ломоносова (1982). В 1995 году присвоено звание доктора биологических наук.

С 2001 и по 2021 год являлся членом специализированного ученого совета НБС — ННЦ по защите диссертаций на соискание ученой степени доктора и кандидата биологических наук. 

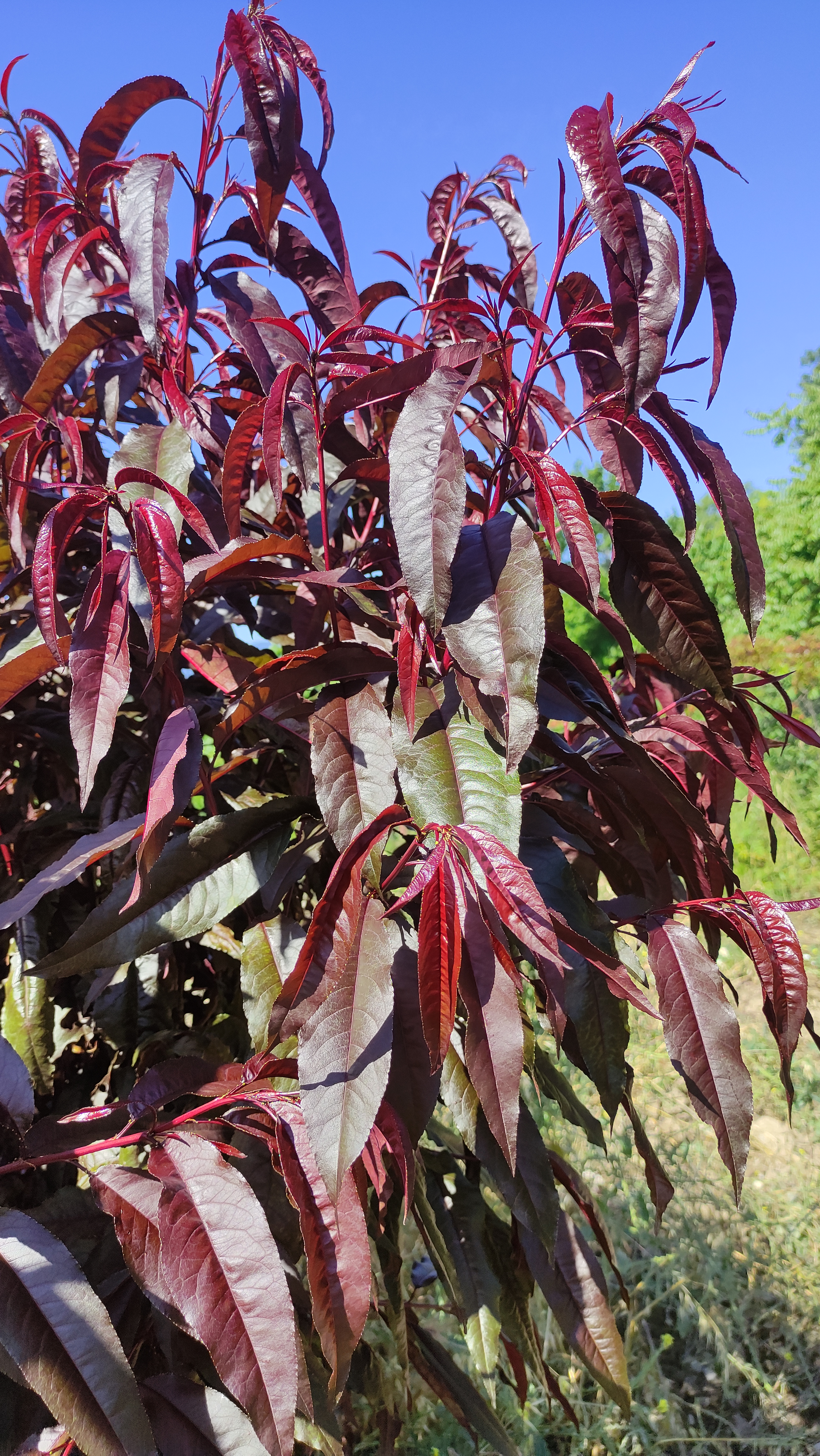
Краснолистный нектарин селекции Шоферистова Е. П.

## Педагогическая деятельность
Руководил студентами-практикантами Крымского СХИ им. М. И. Калинина; биологической секцией Малой Академии наук Крыма «Искатель», оказывал шефскую помощь по биологии Алупкинской средней школе № 1. Проводил научные семинары на тему «Селекция косточковых плодовых культур в Никитском ботаническом саду» со студентами колледжа Саратовского государственного университета, а также со студентами, аспирантами и сотрудниками школы молодых ученых «Системная биология и Биоинформатика» ИЦиГ РАН, Новосибирск. Е. П. Шоферистова привлекали в роли председателя Государственной экзаменационной комиссии факультета экологии Ялтинского института менеджмента (2000—2010). Председателем ГЭК по специальности: «Плодоовощеводство и виноградарство» на факультете технологии производства, хранения и переработки продукции плодоовощеводства и виноградарства в Академии биоресурсов и природопользования Крымского Федерального университета имени В. И. Вернадского (2005—2018).
Под его научным руководством были защищены четыре кандидатские диссертации.

## Научная деятельность

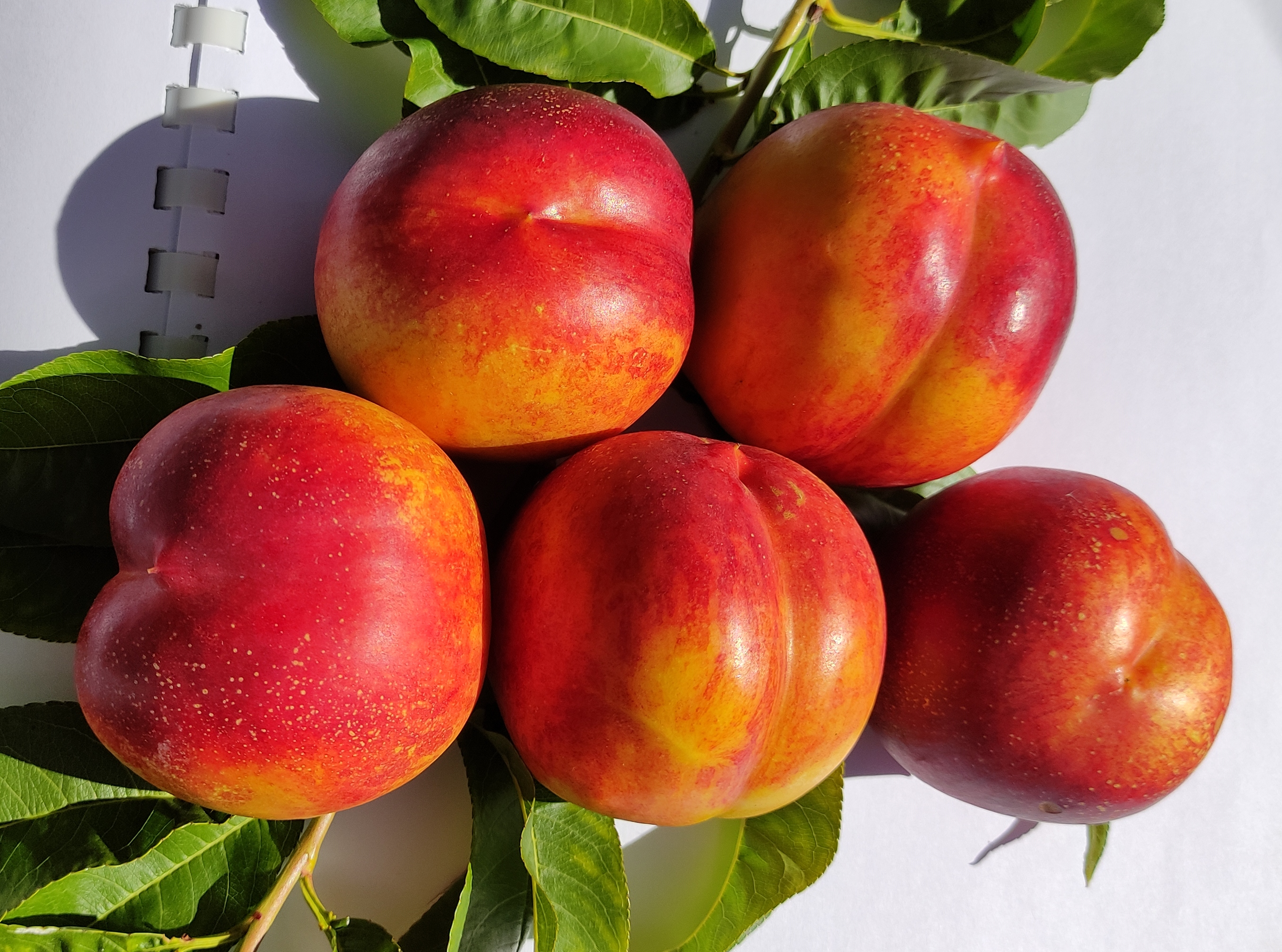
Сорт нектарина Крымчанин селекции Шоферистова Е. П.

Е. П. Шоферистовым собрана одна из наиболее полных коллекций культур сортов нектарина и отдаленных гибридов косточковых плодовых. Он изучал филогению современных сортов и гибридов нектарина с дикими видами персика, миндаля и другими представителями подсемейства Prunoideae Focke. С помощью внутривидовой, межвидовой и межродовой гибридизации нектарина с различными видами, разновидностями и подвидами персика и миндаля впервые в Никитском ботаническом саду созданы новые генотипы нектарина, представляющие практическую и селекционную ценность. В их числе: устойчивые к курчавости листьев и мучнистой росе; миниатюрные формы; слаборослые формы с пониклой (плакучей) кроной; с плоскими плодами инжирного типа; с хрящеватой консистенцией мякоти плода консервного назначения; с мужской стерильностью, не требующие трудоемкой кастрации цветков при гибридизации; впервые в России созданы крупноплодные сорта нектарина с массой плода 150—200 г.
Впервые в области плодоводства косточковых он синтезировал константные по окраске листовой пластинки, краснолистные формы нектарина, представляющие ценность как генетические маркеры в теоретически-поисковых исследованиях и как генеративные подвои для персика и нектарина. В зарубежной и отечественной литературе аналоги у нектарина неизвестны. Им разработаны теоретические основы селекции нектарина по созданию гомозиготных линий нектарина и получению межлинейных и сортолинейных гибридов F1, обладающие гетерозисным эффектом и другими полезными признаками.

Проводил научно-исследовательской работы по учёту генофонда сортов нектарина — Prunus persica (L.) Batsh subsp. nectarina (Ait.) Shof., а также отдаленных гибридов косточковых плодовых культур и проводил обмен с коллегами из России, Кыргызстана, Германии, Венгрии, Чехии, Словакии, Италии, Франции, Беларуси. Особую практическую ценность представляют семенные и клоновые подвои косточковых плодовых культур семейства Rosaceae Juss. подсемейства Prunoideae Focke селекции и интродукции Е. П. Шоферистова.

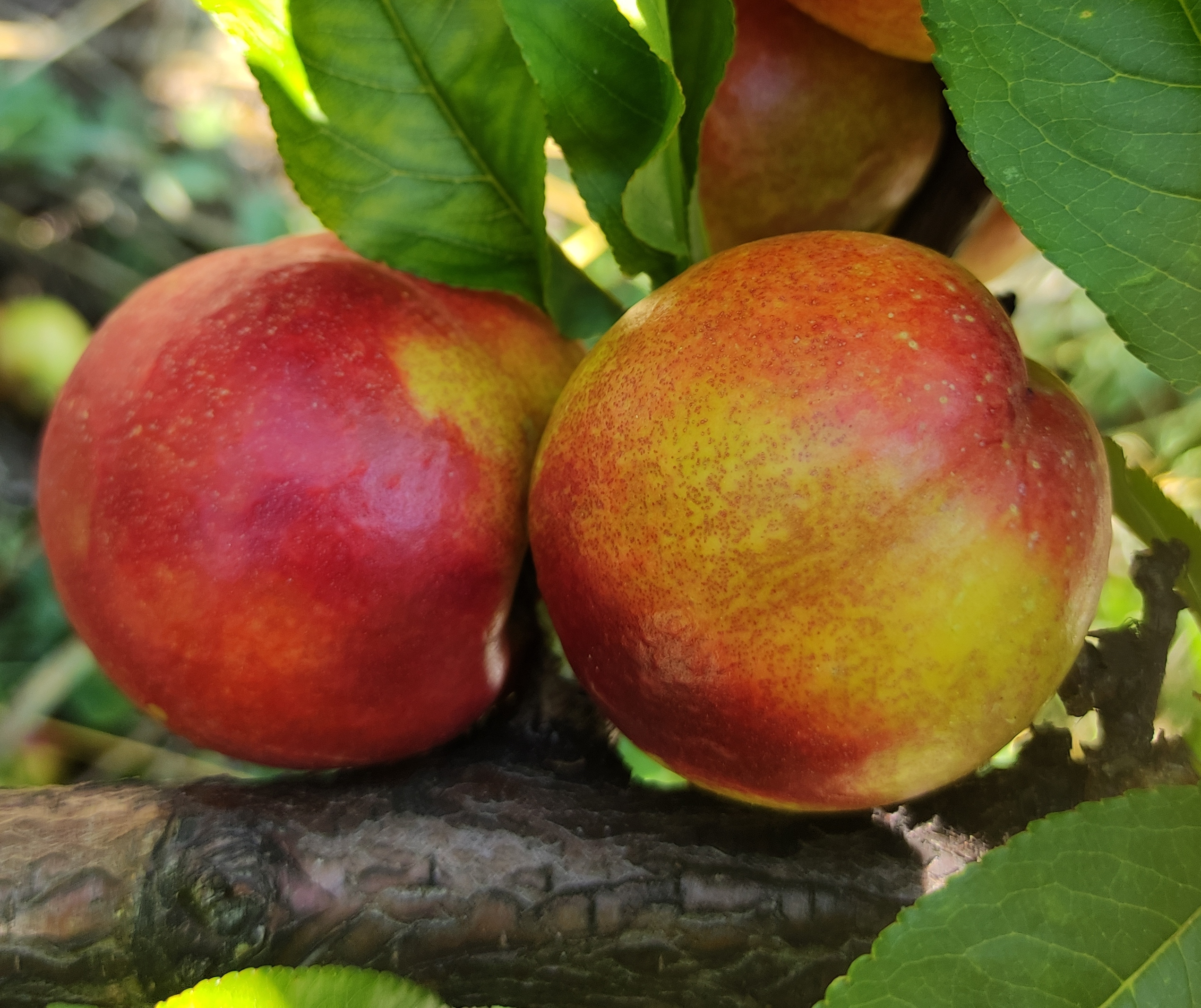
Сорт нектарина Рубиновый 9 селекции Шоферистова Е. П.

Интродукция и первичное сортоизучение, систематика нектарина, селекция нектарина, семенных и клоновых подвоев косточковых плодовых культур, питомниководство. Он испытывал в хозяйствах Крыма, Одесской и Херсонской областях Украины новые сорта персика, нектарина, абрикоса, алычи и их подвои. Им написаны методические рекомендации по выращиванию крупноплодных сортов алычи, по формированию и обрезке косточковых плодовых растений, по подбору новых сортов персика и нектарина для условий Крыма. Работы Е. П. Шоферистова направлены на создание новых сортов нектарина и подвоев с комплексной устойчивостью к грибным заболеваниям, обладающих повышенной зимостойкостью и засухоустойчивостью, стабильной урожайностью и высокими товарными качествами плодов. Он подводит итоги исследований по интродукции, первичному сортоизучению и разработке методов селекции нектарина, семенных и клоновых подвоев косточковых плодовых культур. Е. П. Шоферистов обсуждает вопросы систематики и происхождения нектарина — нового для юга России плодового растения, а также пути совершенствования генофонда в результате применения индуцированного мутагенеза, полиплоидии, межвидовой и межродовой гибридизации.
Им переданы на государственное сортоиспытание 13 сортов нектарина собственной селекции: Аметист, Евпаторийский, Ишуньский, Крымчанин, Крымцухт, Неугасимый, Никитский 85, Посейдон, Рубиновый 4, Рубиновый 7, Рубиновый 8, Рубиновый 9, Сувенир Никитский и 1 сорт персика декоративного — Снегурочка. Он является соавтором сорта персика — Освежающий. Из них в Госреестр сортов растений России внесены сорта: Крымчанин, Рубиновый 8, Рубиновый 9.
В его научных трудах обобщены актуальные для плодоводства России вопросы интродукции, сортоизучения, селекции нектарина, семенных и клоновых подвоев косточковых плодовых культур.

## Награды
Награждён государственными наградами:
- юбилейной медалью «За доблестный труд в ознаменовании 100-летия со дня рождения В. И. Ленина» (1970).
- медаль «За трудовое отличие» (1986).
- медаль «Ветеран труда» (1989).

- дипломы, грамоты ВДНХ СССР (1977, 1984).
- значок «Отличник социалистического сельского хозяйства» (1962).
- Заслуженный деятель науки и техники Автономной Республики Крым (25 сентября 2012) За значительный личный вклад в области ботаники, лесоведения и охраны окружающей природной среды, многолетний добросовестный труд, высокий профессионализм и в связи с 200-летием Никитского ботанического сада — Национального научного центра НААН Украины.
- Почетной Грамотой Российской Академия Наук за многолетний и добросовестный труд на благо отечественной науки, большой вклад в селекцию и сортоизучение косточковых плодовых культур и в связи с 80-ти летним юбилеем (2016).